# Adulterers
Pour plus de détails, voir Fiche technique et Distribution.
Adulterers, aussi connu sous le titre Avouterie, est un film dramatique indépendant américain écrit et réalisé par H. M. Coakley, sorti en 2015. Basé sur une histoire vraie, il met en vedettes dans les rôles principaux Sean Faris, Mehcad Brooks et Danielle Savre.

## Synopsis
Par une chaude journée à la Nouvelle-Orléans, après son travail à la quincaillerie Supa Value Glass & Screens, où il travaille avec Lola, Samuel rentre chez lui avec une branche de fleurs pour sa femme Ashley, car c’est leur anniversaire de mariage. Mais il la trouve le trompant avec Damien. Il les tient captifs sous la menace d’une arme, pendant qu’il décide de leur sort. 
Au début, Samuel pense tirer sur eux deux, mais il se retrouve ensuite à revivre les événements dans son esprit. Au lieu de leur tirer dessus, il force Ashley et Damien à révéler leur vie personnelle et leurs rencontres sexuelles. Samuel apprend que Damien a une femme, Jasmine, qui est enceinte de trois mois, et que l’ex-petit ami violent d’Ashley était en fait son ex-mari (il n’est pas clair si Ashley est bigame). Samuel demande à Damien d’appeler Jasmine, d’utiliser le haut-parleur pour que tout le monde puisse entendre la conversation qui est sur le point d’avoir lieu, et de lui dire ce qu’il vient de faire avec Ashley. Jasmine révèle que Damien l’a trompée à de nombreuses reprises dans le passé. Dévastée, Jasmine est invitée par Samuel à décider du sort de Damien : soit Samuel lui tire dessus, soit il le laisse rentrer chez lui. Il suggère à Jasmine de venir et de confronter Damien en personne, et d’avoir des rapports sexuels avec Samuel pour lui montrer ce qu’on ressent quand on est trompé. Samuel justifie sa décision de tuer Damien en utilisant ses croyances religieuses tordues, selon lesquelles la vengeance est la sienne et non celle du Seigneur.
Samuel se retrouve plus tard dans la réalité, juste après avoir enterré Ashley et Damien sous le massif de roses dans l’arrière-cour.

## Distribution
- Sean Faris : Samuel
- Mehcad Brooks : Damien
- Danielle Savre : Ashley
- Stephanie Charles : Lola
- Steffinnie Phrommany : Jasmine
- Phillip Brock : Jimmy
- Robert Eric Wise : Tyrone
- Rebecca Reaney : hôtesse de l’air[2].

## Réception critique
Shockya a fait une critique de Adulterers, le jugeant négativement comme « pas un bon film » car « Le montage est bizarre, les personnages sont stupides et antipathiques, et la narration est partout. » CaribPress avait une opinion différente et a écrit que c’était « Un film qui est un twister mental, Adulterers est tendu et profondément engageant et soulève la question : que feriez-vous si vous surpreniez votre bien-aimé en train de vous tromper ? »
Adulterers recueille un score d’audience de 39% sur Rotten Tomatoes.